# Stephan Vujčić
Stephan Vujčić (Amburgo, 3 gennaio 1986) è un ex calciatore tedesco, di ruolo centrocampista.

## Carriera
Il 1º gennaio 2016 viene acquistato a titolo definitivo dallo Škendija.

## Palmarès

### Club

#### Competizioni nazionali
- Fußball-Regionalliga: 1

Holstein Kiel: 2008-2009 (girone nord)
- Coppa di Macedonia: 2

Rabotnički: 2014-2015
Škendija: 2015-2016